# Ошканер
Ошкане́р (рос. Ошканер, марій. Ошканер) — присілок у складі Новотор'яльського району Марій Ел, Росія. Входить до складу Чуксолинського сільського поселення.

## Населення
Населення — 68 осіб (2010; 81 у 2002).
Національний склад (станом на 2002 рік):
- лучні марійці — 74 %